# Pohnpei

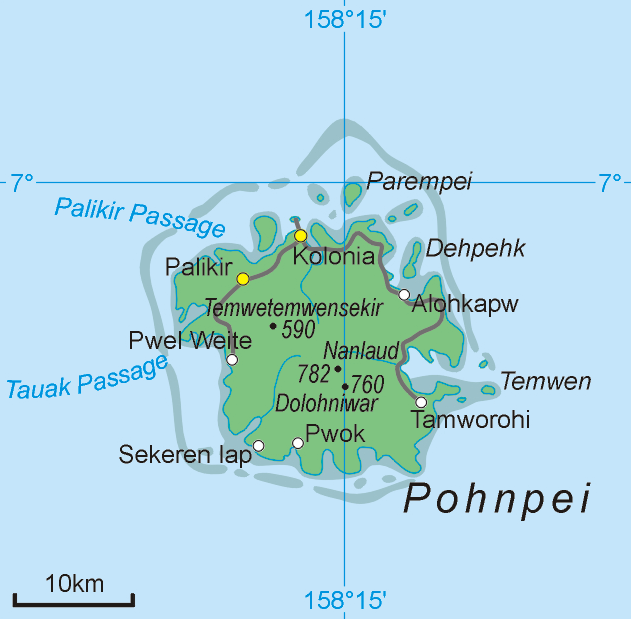
karta over Pohnpeiön

Pohnpei eller Pohnpei-öarna (tidigare Ponape och Senyavin Islands) är en ö, en ögrupp och en delstat i Mikronesiens federerade stater i västra Stilla havet.

## Geografi

### Pohnpeiön
Pohnpei (Pohnpei Island) är huvudön, vilken ligger cirka 3 300 km öster om Filippinerna. Geografiskt ligger ön bland Karolinerna i Mikronesien.
Förvaltningsmässigt är ön delad i 6 kommuner: Madolehnimw, U, Kitti, Nett, Sokehs och Kolonia (1).

### Pohnpeiöarna

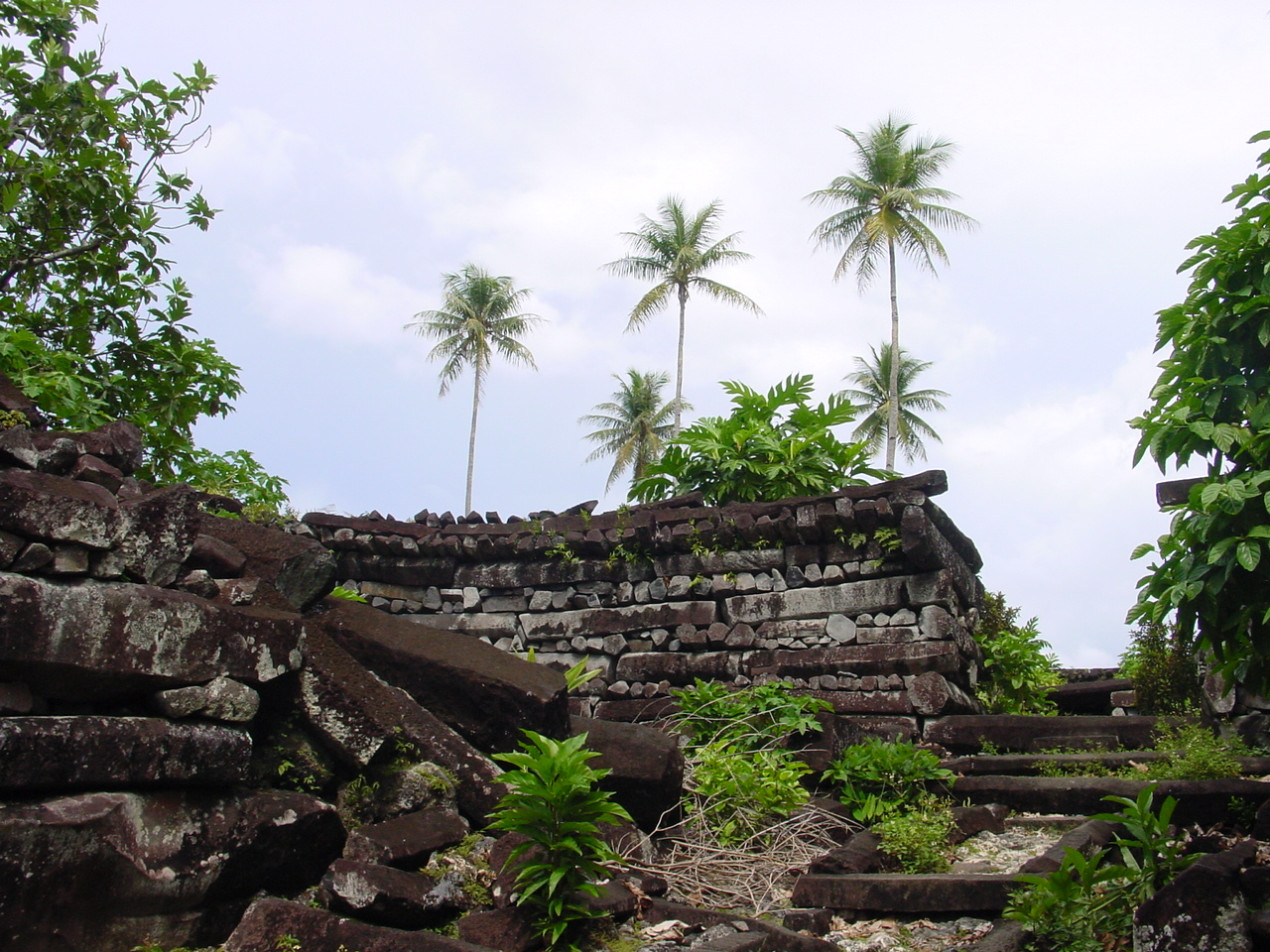
Nan Madol ruinstad på ön Temwen

Pohnpei-öarna (Pohnpei Islands) är ögruppen med huvudön Pohnpei och öarna Dehpehk, Lukatik, Parempei, Sokehs, Temwen, samt de konstgjorda Nan Madolöarna. Ögruppen omsluts av ett korallrev. Västerut utanför revet ligger dessutom Pakin-atollen och Ant-atollen.

### Pohnpei state
Pohnpei State är delstaten, som består av ungefär 162 öar och atoller, inklusive Pohnpei-öarna och ett antal andra större ögrupper, kallade Outer Islands::
- Oroluk-atollen, nordväst om huvudgruppen
- Ngatik-atollen, sydväst om huvudgruppen
- Nukuoro-atollen, sydväst om huvudgruppen
- Mokil-atollen, öster om huvudgruppen
- Pingelap-atollen, sydöst om huvudgruppen

Öarna är av vulkaniskt ursprung och har en sammanlagd areal om cirka 344 km². Den högsta höjden är omkring 780 meter över havet. Huvudön täcks till stora delar av regnskog, omgiven av mangroveträsk längs stränderna. Årsnederbörden över de centrala delarna av ön uppgår till 11 000 millimeter. Det finns inga naturliga sandstränder. 
Befolkningen i Pohnpei-state består av cirka 35 000 invånare, som alla bor på Pohnpei-öarna. Här ligger även Palikir som är huvudstaden i federationen. Staden ligger i kommunen "Kolonia" på huvudöns nordvästra del och rymmer cirka 10 000 invånare.
Öns flygplats heter Pohnpei (flygplatskod "PNI") och ligger nordöst om Palikir.

## Historia
Pohnpei-öarna har sannolikt bebotts sedan omkring 1000 f.Kr. Av västerlänningar upptäcktes de troligen redan 1606 av den spanske kaptenen Pedro Fernández de Quirós. Med säkerhet vet man dock att ögruppen "upptäckts" av ryssen Fjodor Litke 1828. Öarna hamnade senare under spansk överhöghet.
Kejsardömet Tyskland köpte ögruppen 1899 som då blev del i Tyska Nya Guinea. Under första världskriget ockuperades området i oktober 1914 av Japan, och Japan erhöll förvaltningsmandat över området vid Versaillesfreden 1919.
Under andra världskriget användes ögruppen som militärbas av Japan till dess USA erövrade området 1944.
Tillsammans med alla andra öar bland Karolinerna utsågs Pohnpei-öarna 1947 till "US Trust Territory of the Pacific Islands" av Förenta nationerna, och förvaltades av USA.
År 1965 blev området ett eget distrikt. I januari 1977 avskiljdes Kosraeöarna från Pohnpei distriktet.
Den 8 november 1984 ändrades namnet från Ponape till nuvarande Pohnpei.
Den 10 maj 1979 bildades den autonoma federationen Mikronesien, med lokalt självstyre, och den 3 november 1986 blev landet självständigt.